# Oh Ye-Jin
Oh Ye-Jin (en coreano: 오예진; 10 de mayo de 2005) es una deportista surcoreana que compite en tiro, en la modalidad de pistola. Participó en los Juegos Olímpicos de París 2024, obteniendo una medalla de oro en la prueba de pistola 10 m.

## Palmarés internacional
| Juegos Olímpicos | Juegos Olímpicos | Juegos Olímpicos | Juegos Olímpicos |
| Año              | Lugar            | Medalla          | Prueba           |
| ---------------- | ---------------- | ---------------- | ---------------- |
| 2024             | París (Francia)  | Medalla de oro   | Pistola 10 m     |